# Ойем
Ойем (на френски: Oyem) е град в Габон. Разположен е в Северен Габон и е главен град на провинция Вольо-Нтем. Градът има летище, болница, две църкви и аграрно училище. Населението му е 60 685 жители (по данни от 2013 г.).

## Демографски данни
| Година | Население |
| ------ | --------- |
| 1993   | 22 404    |
| 2008   | 38 079    |
| 2013   | 60 685    |